# Superliga polska w piłce ręcznej mężczyzn (2019/2020) – wyniki rundy zasadniczej
Wszystkie mecze ułożone są chronologicznie, w przypadku rozgrywania meczów o tej samej godzinie wcześniejszym jest mecz o niższym numerze meczu.
W przypadku, gdy co najmniej dwóch zawodników rzuci taką samą liczbę bramek - zawodnicy są ustawiani w kolejności, jak zdobywali bramki.

## Runda I

### Seria 1 – 31.08/01.09.2019
| 5 | 30 sierpnia 2019 18:00 | Orlen Wisła Płock         | 25:17         | Azoty-Puławy                                | Orlen Arena, Płock Sędziowie: Łukasz Kamrowski (Cedry Wielkie) Piotr Wojdyr (Gdańsk) Widzów: 1300 |
| 5 | 30 sierpnia 2019 18:00 | Lovro Mihić 6 · 10× 4× 1× | (10:7) raport | 5 Michał Szyba · 5 Rafał Przybylski · 3× 2× | Orlen Arena, Płock Sędziowie: Łukasz Kamrowski (Cedry Wielkie) Piotr Wojdyr (Gdańsk) Widzów: 1300 |

| 3 | 31 sierpnia 2019 16:00 | PGE Vive Kielce  | 33:20          | Stal Mielec                                              | Hala Legionów, Kielce Sędziowie: Jakub Czochra (Zwierzyniec) Michał Szpinda (Zamość) Widzów: 2500 |
| 3 | 31 sierpnia 2019 16:00 | Blaž Janc 6 · 2× | (19:10) raport | 3 Tomasz Mochocki · 3 Piotr Krępa · 3 Paweł Wilk · 4× 3× | Hala Legionów, Kielce Sędziowie: Jakub Czochra (Zwierzyniec) Michał Szpinda (Zamość) Widzów: 2500 |

| 7 | 31 sierpnia 2019 17:00 | MMTS Kwidzyn               | 28:23          | Zagłębie Lubin           | Hala Widowiskowo-Sportowa, Kwidzyn Sędziowie: Michał Orzech, Robert Orzech (Brodnica) Widzów: 900 |
| 7 | 31 sierpnia 2019 17:00 | Michał Peret 10 · 7× 3× 1× | (16:13) raport | 5 Marcel Sroczyk · 9× 4× | Hala Widowiskowo-Sportowa, Kwidzyn Sędziowie: Michał Orzech, Robert Orzech (Brodnica) Widzów: 900 |

| 1 | 31 sierpnia 2019 18:00 | NMC Górnik Zabrze                                                   | 23:22         | Grupa Azoty Tarnów     | Hala Widowiskowo-Sportowa "Pogoń", Zabrze Sędziowie: Filip Fahner, Łukasz Kubis (Głogów) Widzów: 600 |
| 1 | 31 sierpnia 2019 18:00 | Bartłomiej Tomczak 4 · Szymon Sićko 4 · Krystian Bondzior 4 · 6× 2× | (14:9) raport | 6 Łukasz Nowak · 4× 2× | Hala Widowiskowo-Sportowa "Pogoń", Zabrze Sędziowie: Filip Fahner, Łukasz Kubis (Głogów) Widzów: 600 |

| 2 | 31 sierpnia 2019 18:30 | Gwardia Opole                              | 33:24          | Pogoń Szczecin            | Hala Okrąglak, Opole Sędziowie: Andrzej Kierczak (Pielgrzymowice) Tomasz Wrona (Kraków) Widzów: 1500 |
| 2 | 31 sierpnia 2019 18:30 | Jędrzej Zieniewicz 9 · Patryk Mauer 9 · 2× | (15:16) raport | 6 Dawid Fedeńczak · 6× 2× | Hala Okrąglak, Opole Sędziowie: Andrzej Kierczak (Pielgrzymowice) Tomasz Wrona (Kraków) Widzów: 1500 |

| 6 | 1 września 2019 16:00 | Wybrzeże Gdańsk          | 26:33          | Chrobry Głogów                                | Hala AWFiS, Gdańsk Sędziowie: Dariusz Mroczkowski, Jakub Mroczkowski (Sierpc) Widzów: 920 |
| 6 | 1 września 2019 16:00 | Kamil Adamczyk 5 · 4× 3× | (11:17) raport | 5 Rafał Jamioł · 5 Damian Krzysztofik · 5× 3× | Hala AWFiS, Gdańsk Sędziowie: Dariusz Mroczkowski, Jakub Mroczkowski (Sierpc) Widzów: 920 |

| 4 | 1 września 2019 17:30 | MKS Kalisz                | 27:26          | Piotrkowianin Piotrków Trybunalski | Kalisz Arena, Kalisz Sędziowie: Michał Fabryczny (Mysłowice) Jakub Rawicki (Katowice) Widzów: 1600 |
| 4 | 1 września 2019 17:30 | Kirył Kniazieu 10 · 5× 2× | (15:12) raport | 6 Piotr Swat · 4× 3×               | Kalisz Arena, Kalisz Sędziowie: Michał Fabryczny (Mysłowice) Jakub Rawicki (Katowice) Widzów: 1600 |

### Seria 2 – 07.09.2019
| 14 | 3 września 2019 18:00 | NMC Górnik Zabrze           | 37:31          | Gwardia Opole          | Hala Widowiskowo-Sportowa "Pogoń", Zabrze Sędziowie: Krzysztof Bąk, Kamil Ciesielski (Zielona Góra) Widzów: 700 |
| 14 | 3 września 2019 18:00 | Aleksandr Buszkow 7 · 6× 4× | (15:15) raport | 6 Patryk Mauer · 7× 3× | Hala Widowiskowo-Sportowa "Pogoń", Zabrze Sędziowie: Krzysztof Bąk, Kamil Ciesielski (Zielona Góra) Widzów: 700 |

| 13 | 7 września 2019 17:00 | Pogoń Szczecin             | 21:30         | PGE Vive Kielce                               | Arena Szczecin, Szczecin Sędziowie: Mariusz Marciniak, Piotr Radziszewski (Wolsztyn) Widzów: 1200 |
| 13 | 7 września 2019 17:00 | Dmytro Horiha 7 · 4× 3× 1× | (8:12) raport | 5 Arkadiusz Moryto · 5 Julen Aguinagalde · 3× | Arena Szczecin, Szczecin Sędziowie: Mariusz Marciniak, Piotr Radziszewski (Wolsztyn) Widzów: 1200 |

| 8 | 7 września 2019 18:00 | Grupa Azoty Tarnów          | 27:35          | Zagłębie Lubin            | Hala PWSZ, Tarnów Sędziowie: Kamil Dąbrowski, Paweł Staniek (Kielce) Widzów: 300 |
| 8 | 7 września 2019 18:00 | Łukasz Kuźdeba 9 · 9× 3× 1× | (17:14) raport | 10 Marcel Sroczyk · 5× 3× | Hala PWSZ, Tarnów Sędziowie: Kamil Dąbrowski, Paweł Staniek (Kielce) Widzów: 300 |

| 9 | 7 września 2019 18:00 | Chrobry Głogów                            | 24:27          | MMTS Kwidzyn                 | Hala Widowiskowo-Sportowa, Głogów Sędziowie: Andrzej Gratunik (Zielona Góra) Mariusz Wołowicz (Wtórek) Widzów: 1100 |
| 9 | 7 września 2019 18:00 | Adam Babicz 6 · Rafał Jamioł 6 · 7× 3× 1× | (13:11) raport | 6 Robert Orzechowski · 7× 3× | Hala Widowiskowo-Sportowa, Głogów Sędziowie: Andrzej Gratunik (Zielona Góra) Mariusz Wołowicz (Wtórek) Widzów: 1100 |

| 10 | 7 września 2019 18:00 | Azoty-Puławy              | 32:24          | Wybrzeże Gdańsk             | Hala MOSiR, Puławy Sędziowie: Grzegorz Młyński (Zwoleń) Rafał Puszkarski (Legionowo) Widzów: 700 |
| 10 | 7 września 2019 18:00 | Paweł Podsiadło 7 · 4× 3× | (20:11) raport | 7 Kelian Janikowski · 7× 4× | Hala MOSiR, Puławy Sędziowie: Grzegorz Młyński (Zwoleń) Rafał Puszkarski (Legionowo) Widzów: 700 |

| 11 | 7 września 2019 18:00 | Piotrkowianin Piotrków Trybunalski | 24:33          | Orlen Wisła Płock     | Hala OSiR Relax, Piotrków Trybunalski Sędziowie: Korneliusz Habierski, Grzegorz Skrobak (Głogów) Widzów: 560 |
| 11 | 7 września 2019 18:00 | Marcin Szopa 8 · 7× 2×             | (12:20) raport | 7 Žiga Mlakar · 6× 3× | Hala OSiR Relax, Piotrków Trybunalski Sędziowie: Korneliusz Habierski, Grzegorz Skrobak (Głogów) Widzów: 560 |

| 12 | 7 września 2019 18:00 | Stal Mielec           | 29:30  | MKS Kalisz            | Hala SP nr 7, Mielec Sędziowie: Cezary Figarski, Dariusz Żak (Radom) Widzów: 250 |
| 12 | 7 września 2019 18:00 | Paweł Wilk 10 · 3× 1× | raport | 8 Michał Drej · 3× 1× | Hala SP nr 7, Mielec Sędziowie: Cezary Figarski, Dariusz Żak (Radom) Widzów: 250 |

### Seria 3 – 14/15.09.2019
| 18 | 10 września 2019 18:00 | Orlen Wisła Płock     | 38:22          | Stal Mielec           | Orlen Arena, Płock Sędziowie: Kamil Dąbrowski, Paweł Staniek (Kielce) Widzów: 1280 |
| 18 | 10 września 2019 18:00 | Lovro Mihić 7 · 6× 3× | (17:10) raport | 6 Piotr Krępa · 2× 3× | Orlen Arena, Płock Sędziowie: Kamil Dąbrowski, Paweł Staniek (Kielce) Widzów: 1280 |

| 16 | 11 września 2019 18:00 | PGE Vive Kielce                            | 34:24          | NMC Górnik Zabrze                       | Hala Legionów, Kielce Sędziowie: Andrzej Chrzan, Michał Janas (Tarnów) Widzów: 2080 |
| 16 | 11 września 2019 18:00 | Alex Dujshebaev 6 · Igor Karačić 6 · 2× 3× | (15:13) raport | 5 Iso Slujters · 5 Szymon Sićko · 6× 1× | Hala Legionów, Kielce Sędziowie: Andrzej Chrzan, Michał Janas (Tarnów) Widzów: 2080 |

| 20 | 14 września 2019 17:00 | MMTS Kwidzyn                     | 22:28          | Azoty-Puławy               | Hala Widowiskowo-Sportowa, Kwidzyn Sędziowie: Dariusz Mroczkowski, Jakub Mroczkowski (Sierpc) Widzów: 900 |
| 20 | 14 września 2019 17:00 | Ryszard Ladzwojczak 6 · 4× 3× 1× | (13:14) raport | 12 Paweł Podsiadło · 6× 2× | Hala Widowiskowo-Sportowa, Kwidzyn Sędziowie: Dariusz Mroczkowski, Jakub Mroczkowski (Sierpc) Widzów: 900 |

| 15 | 14 września 2019 18:30 | Gwardia Opole          | 29:22          | Grupa Azoty Tarnów       | Hala Okrąglak, Opole Sędziowie: Korneliusz Habierski, Grzegorz Skrobak (Głogów) Widzów: 1000 |
| 15 | 14 września 2019 18:30 | Patryk Mauer 8 · 6× 3× | (13:13) raport | 5 Łukasz Kuźdeba · 4× 3× | Hala Okrąglak, Opole Sędziowie: Korneliusz Habierski, Grzegorz Skrobak (Głogów) Widzów: 1000 |

| 21 | 15 września 2019 16:00 | Zagłębie Lubin           | 28:26          | Chrobry Głogów            | Hala SP nr 14, Lubin Sędziowie: Mariusz Marciniak, Piotr Radziszewski (Wolsztyn) Widzów: 1444 |
| 21 | 15 września 2019 16:00 | Marcel Sroczyk 8 · 6× 3× | (13:13) raport | 8 Marcel Zdobylak · 5× 3× | Hala SP nr 14, Lubin Sędziowie: Mariusz Marciniak, Piotr Radziszewski (Wolsztyn) Widzów: 1444 |

| 17 | 15 września 2019 17:30 | MKS Kalisz            | 26:29          | Pogoń Szczecin          | Kalisz Arena, Kalisz Sędziowie: Krzysztof Bąk, Kamil Ciesielski (Zielona Góra) Widzów: 1800 |
| 17 | 15 września 2019 17:30 | Kirył Kniazieu 6 · 3× | (15:14) raport | 6 Dmytro Horiha · 2× 3× | Kalisz Arena, Kalisz Sędziowie: Krzysztof Bąk, Kamil Ciesielski (Zielona Góra) Widzów: 1800 |

| 19 | 15 września 2019 19:00 | Wybrzeże Gdańsk       | 29:23          | Piotrkowianin Piotrków Trybunalski | Hala AWFiS, Gdańsk Sędziowie: Jakub Jerlecki, Maciej Łabuń (Szczecin) Widzów: 980 |
| 19 | 15 września 2019 19:00 | Mateusz Wróbel 8 · 4× | (18:14) raport | 7 Sebastian Iskra · 4× 2×          | Hala AWFiS, Gdańsk Sędziowie: Jakub Jerlecki, Maciej Łabuń (Szczecin) Widzów: 980 |

### Seria 4 – 21/22.09.2019
| 26 | 17 września 2019 18:30 | Pogoń Szczecin                                           | 23:28          | Orlen Wisła Płock    | Arena Szczecin, Szczecin Sędziowie: Andrzej Gratunik (Zielona Góra) Mariusz Wołowicz (Wtórek) Widzów: 700 |
| 26 | 17 września 2019 18:30 | Piotr Rybski 5 · Paweł Krupa 5 · Dmytro Horiha 5 · 5× 3× | (12:13) raport | 5 Jerko Matulić · 3× | Arena Szczecin, Szczecin Sędziowie: Andrzej Gratunik (Zielona Góra) Mariusz Wołowicz (Wtórek) Widzów: 700 |

| 28 | 18 września 2019 18:00 | Gwardia Opole          | 18:29          | PGE Vive Kielce        | Hala Okrąglak, Opole Sędziowie: Bartosz Leszczyński, Marcin Piechota (Płock) Widzów: 1900 |
| 28 | 18 września 2019 18:00 | Patryk Mauer 5 · 6× 3× | (10:16) raport | 7 Blaž Janc · 7× 3× 2× | Hala Okrąglak, Opole Sędziowie: Bartosz Leszczyński, Marcin Piechota (Płock) Widzów: 1900 |

| 24 | 20 września 2019 18:00 | Piotrkowianin Piotrków Trybunalski | 32:20         | MMTS Kwidzyn              | Hala OSiR Relax, Piotrków Trybunalski Sędziowie: Grzegorz Młyński (Zwoleń) Rafał Puszkarski (Legionowo) Widzów: 650 |
| 24 | 20 września 2019 18:00 | Adam Pacześny 7 · 6× 3× 1×         | (13:8) raport | 8 Andrzej Kryński · 4× 3× | Hala OSiR Relax, Piotrków Trybunalski Sędziowie: Grzegorz Młyński (Zwoleń) Rafał Puszkarski (Legionowo) Widzów: 650 |

| 22 | 21 września 2019 18:00 | Grupa Azoty Tarnów                            | 27:27          | Chrobry Głogów                        | Hala PWSZ, Tarnów Sędziowie: Sebastian Pelc, Jakub Pretzlaf (Rzeszów) Widzów: 430 |
| 22 | 21 września 2019 18:00 | Jakub Kowalik 7 · 3×                          | (15:11) raport | 5 Marcel Zdobylak · 3×                | Hala PWSZ, Tarnów Sędziowie: Sebastian Pelc, Jakub Pretzlaf (Rzeszów) Widzów: 430 |
| 22 | 21 września 2019 18:00 | Rzuty karne                                   |                |                                       | Hala PWSZ, Tarnów Sędziowie: Sebastian Pelc, Jakub Pretzlaf (Rzeszów) Widzów: 430 |
| 22 | 21 września 2019 18:00 | Dadej , Kuźdeba , Kowalik , Nowak , Grabowski | 4:2            | Zdobylak, Klinger, Bekisz, Makowiejew | Hala PWSZ, Tarnów Sędziowie: Sebastian Pelc, Jakub Pretzlaf (Rzeszów) Widzów: 430 |

| 23 | 21 września 2019 18:00 | Azoty-Puławy                | 27:23          | Zagłębie Lubin         | Hala MOSiR, Puławy Sędziowie: Andrzej Chrzan, Michał Janas (Tarnów) Widzów: 700 |
| 23 | 21 września 2019 18:00 | Wojciech Gumiński 6 · 2× 1× | (12:11) raport | 7 Maciej Tokaj · 5× 2× | Hala MOSiR, Puławy Sędziowie: Andrzej Chrzan, Michał Janas (Tarnów) Widzów: 700 |

| 27 | 21 września 2019 18:00 | NMC Górnik Zabrze      | 28:23          | MKS Kalisz               | Hala Widowiskowo-Sportowa "Pogoń", Zabrze Sędziowie: Andrzej Kierczak (Pielgrzymowice) Tomasz Wrona (Kraków) Widzów: 646 |
| 27 | 21 września 2019 18:00 | Szymon Sićko 8 · 4× 2× | (13:13) raport | 6 Kirył Kniazieu · 2× 3× | Hala Widowiskowo-Sportowa "Pogoń", Zabrze Sędziowie: Andrzej Kierczak (Pielgrzymowice) Tomasz Wrona (Kraków) Widzów: 646 |

| 25 | 21 września 2019 19:15 | Stal Mielec                                  | 23:27          | Wybrzeże Gdańsk          | Hala Gimnazjum Nr 2, Mielec Sędziowie: Michał Fabryczny (Mysłowice) Jakub Rawicki (Katowice) Widzów: 280 |
| 25 | 21 września 2019 19:15 | Michał Chodara 5 · Hubert Kornecki 5 · 2× 3× | (13:11) raport | 8 Mateusz Wróbel · 3× 4× | Hala Gimnazjum Nr 2, Mielec Sędziowie: Michał Fabryczny (Mysłowice) Jakub Rawicki (Katowice) Widzów: 280 |

### Seria 5 – 28/29.09.2019
| 31 | 24 września 2019 18:30 | Orlen Wisła Płock                    | 25:20         | NMC Górnik Zabrze     | Orlen Arena, Płock Sędziowie: Filip Fahner, Łukasz Kubis (Głogów) |
| 31 | 24 września 2019 18:30 | Marek Daćko 4 · Łukasz Gogola 4 · 4× | (14:8) raport | 6 Žiga Mlakar · 4× 3× | Orlen Arena, Płock Sędziowie: Filip Fahner, Łukasz Kubis (Głogów) |

| 32 | 25 września 2019 18:00 | Wybrzeże Gdańsk                                  | 31:27          | Pogoń Szczecin           | Hala AWFiS, Gdańsk Sędziowie: Bartosz Leszczyński, Marcin Piechota (Płock) Widzów: 700 |
| 32 | 25 września 2019 18:00 | Kamil Adamczyk 11 · Mateusz Wróbel 11 · 5× 4× 2× | (14:13) raport | 6 Arkadiusz Bosy · 6× 2× | Hala AWFiS, Gdańsk Sędziowie: Bartosz Leszczyński, Marcin Piechota (Płock) Widzów: 700 |

| 34 | 27 września 2019 18:30 | Zagłębie Lubin                               | 29:26          | Piotrkowianin Piotrków Trybunalski | Hala SP nr 14, Lubin Sędziowie: Krzysztof Bąk, Kamil Ciesielski (Zielona Góra) Widzów: 1000 |
| 34 | 27 września 2019 18:30 | Marcel Sroczyk 6 · Wojciech Hajnos 6 · 3× 1× | (13:13) raport | 6 Piotr Swat · 5× 3×               | Hala SP nr 14, Lubin Sędziowie: Krzysztof Bąk, Kamil Ciesielski (Zielona Góra) Widzów: 1000 |

| 33 | 28 września 2019 17:00 | MMTS Kwidzyn                                  | 30:24          | Stal Mielec           | Hala Widowiskowo-Sportowa, Kwidzyn Sędziowie: Michał Orzech, Robert Orzech (Brodnica) Widzów: 800 |
| 33 | 28 września 2019 17:00 | Rafał Biegaj 7 · Andrzej Kryński 7 · 4× 2× 1× | (16:14) raport | 8 Piotr Krępa · 2× 3× | Hala Widowiskowo-Sportowa, Kwidzyn Sędziowie: Michał Orzech, Robert Orzech (Brodnica) Widzów: 800 |

| 35 | 28 września 2019 18:00 | Chrobry Głogów                 | 27:25          | Azoty-Puławy               | Hala Widowiskowo-Sportowa, Głogów Sędziowie: Michał Fabryczny (Mysłowice) Jakub Rawicki (Katowice) Widzów: 900 |
| 35 | 28 września 2019 18:00 | Stanisław Makowiejew 6 · 5× 2× | (15:10) raport | 8 Antoni Łangowski · 7× 3× | Hala Widowiskowo-Sportowa, Głogów Sędziowie: Michał Fabryczny (Mysłowice) Jakub Rawicki (Katowice) Widzów: 900 |

| 30 | 28 września 2019 20:15 | MKS Kalisz               | 25:27          | Gwardia Opole          | Kalisz Arena, Kalisz Sędziowie: Łukasz Kamrowski (Cedry Wielkie) Piotr Wojdyr (Gdańsk) Widzów: 1600 |
| 30 | 28 września 2019 20:15 | Kirył Kniazieu 7 · 7× 3× | (16:12) raport | 9 Patryk Mauer · 6× 3× | Kalisz Arena, Kalisz Sędziowie: Łukasz Kamrowski (Cedry Wielkie) Piotr Wojdyr (Gdańsk) Widzów: 1600 |

| 29 | 2 października 2019 18:30 | PGE Vive Kielce             | 52:30          | Grupa Azoty Tarnów     | Hala Legionów, Kielce Sędziowie: Cezary Figarski, Dariusz Żak (Radom) Widzów: 1450 |
| 29 | 2 października 2019 18:30 | Arkadiusz Moryto 13 · 1× 3× | (27:17) raport | 7 Łukasz Nowak · 2× 3× | Hala Legionów, Kielce Sędziowie: Cezary Figarski, Dariusz Żak (Radom) Widzów: 1450 |

### Seria 6 – 05/06.10.2019
| 36 | 25 września 2019 18:00 | Azoty-Puławy             | 28:18         | Grupa Azoty Tarnów         | Hala MOSiR, Puławy Sędziowie: Grzegorz Młyński (Zwoleń) Rafał Puszkarski (Legionowo) Widzów: 700 |
| 36 | 25 września 2019 18:00 | Wojciech Gumiński 7 · 4× | (15:8) raport | 5 Jakub Kowalik · 5× 3× 1× | Hala MOSiR, Puławy Sędziowie: Grzegorz Młyński (Zwoleń) Rafał Puszkarski (Legionowo) Widzów: 700 |

| 40 | 30 września 2019 18:00 | NMC Górnik Zabrze                        | 29:20         | Wybrzeże Gdańsk                    | Hala Widowiskowo-Sportowa "Pogoń", Zabrze Sędziowie: Kamil Dąbrowski, Paweł Staniek (Kielce) Widzów: 600 |
| 40 | 30 września 2019 18:00 | Łukasz Gogola 5 · Krzysztof Łyżwa 5 · 3× | (13:8) raport | 6 Krzysztof Komarzewski · 2× 3× 1× | Hala Widowiskowo-Sportowa "Pogoń", Zabrze Sędziowie: Kamil Dąbrowski, Paweł Staniek (Kielce) Widzów: 600 |

| 41 | 5 października 2019 13:00 | Gwardia Opole       | 23:28         | Orlen Wisła Płock     | Hala Okrąglak, Opole Sędziowie: Andrzej Chrzan, Michał Janas (Tarnów) Widzów: 1900 |
| 41 | 5 października 2019 13:00 | Patryk Mauer 5 · 2× | (9:14) raport | 6 Žiga Mlakar · 2× 3× | Hala Okrąglak, Opole Sędziowie: Andrzej Chrzan, Michał Janas (Tarnów) Widzów: 1900 |

| 42 | 5 października 2019 16:00 | PGE Vive Kielce       | 38:16         | MKS Kalisz                  | Hala Legionów, Kielce Sędziowie: Sebastian Pelc, Jakub Pretzlaf (Rzeszów) Widzów: 2250 |
| 42 | 5 października 2019 16:00 | Doruk Pehlivan 6 · 3× | (19:8) raport | 5 Konrad Pilitowski · 1× 3× | Hala Legionów, Kielce Sędziowie: Sebastian Pelc, Jakub Pretzlaf (Rzeszów) Widzów: 2250 |

| 37 | 5 października 2019 18:00 | Piotrkowianin Piotrków Trybunalski | 27:23          | Chrobry Głogów        | Hala OSiR Relax, Piotrków Trybunalski Sędziowie: Dariusz Mroczkowski, Jakub Mroczkowski (Sierpc) Widzów: 600 |
| 37 | 5 października 2019 18:00 | Piotr Swat 6 · 4× 2×               | (13:14) raport | 6 Adam Babicz · 5× 3× | Hala OSiR Relax, Piotrków Trybunalski Sędziowie: Dariusz Mroczkowski, Jakub Mroczkowski (Sierpc) Widzów: 600 |

| 39 | 5 października 2019 18:00 | Pogoń Szczecin        | 27:24          | MMTS Kwidzyn              | Arena Szczecin, Szczecin Sędziowie: Korneliusz Habierski, Grzegorz Skrobak (Głogów) Widzów: 500 |
| 39 | 5 października 2019 18:00 | Paweł Krupa 6 · 7× 3× | (11:12) raport | 8 Andrzej Kryński · 7× 3× | Arena Szczecin, Szczecin Sędziowie: Korneliusz Habierski, Grzegorz Skrobak (Głogów) Widzów: 500 |

| 38 | 6 października 2019 13:00 | Stal Mielec                 | 27:25          | Zagłębie Lubin               | Hala Gimnazjum Nr 2, Mielec Sędziowie: Andrzej Kierczak (Pielgrzymowice) Tomasz Wrona (Kraków) Widzów: 250 |
| 38 | 6 października 2019 13:00 | Denis Wołyncew 9 · 7× 3× 1× | (10:12) raport | 6 Marek Marciniak · 4× 3× 2× | Hala Gimnazjum Nr 2, Mielec Sędziowie: Andrzej Kierczak (Pielgrzymowice) Tomasz Wrona (Kraków) Widzów: 250 |

### Seria 7 – 12/13.10.2019
| 46 | 8 października 2019 18:00 | MMTS Kwidzyn           | 19:25          | NMC Górnik Zabrze            | Hala Widowiskowo-Sportowa, Kwidzyn Sędziowie: Bartosz Leszczyński, Marcin Piechota (Płock) Widzów: 900 |
| 46 | 8 października 2019 18:00 | Michał Peret 5 · 4× 2× | (10:11) raport | 5 Bartłomiej Tomczak · 2× 3× | Hala Widowiskowo-Sportowa, Kwidzyn Sędziowie: Bartosz Leszczyński, Marcin Piechota (Płock) Widzów: 900 |

| 44 | 9 października 2019 18:00 | Orlen Wisła Płock       | 27:26          | PGE Vive Kielce        | Orlen Arena, Płock Sędziowie: Michał Fabryczny (Mysłowice) Jakub Rawicki (Katowice) Widzów: 4200 |
| 44 | 9 października 2019 18:00 | Niko Mindegia 6 · 7× 4× | (14:12) raport | 5 Igor Karačić · 5× 2× | Orlen Arena, Płock Sędziowie: Michał Fabryczny (Mysłowice) Jakub Rawicki (Katowice) Widzów: 4200 |

| 49 | 9 października 2019 18:00 | Azoty-Puławy                  | 39:35          | Piotrkowianin Piotrków Trybunalski | Hala MOSiR, Puławy Sędziowie: Cezary Figarski, Dariusz Żak (Radom) Widzów: 650 |
| 49 | 9 października 2019 18:00 | Antoni Łangowski 7 · 5× 3× 1× | (20:14) raport | 8 Tomasz Mróz · 2× 3×              | Hala MOSiR, Puławy Sędziowie: Cezary Figarski, Dariusz Żak (Radom) Widzów: 650 |

| 43 | 12 października 2019 16:00 | MKS Kalisz                   | 33:28          | Grupa Azoty Tarnów      | Kalisz Arena, Kalisz Sędziowie: Korneliusz Habierski, Grzegorz Skrobak (Głogów) Widzów: 1800 |
| 43 | 12 października 2019 16:00 | Kirył Kniazieu 13 · 6× 3× 1× | (16:13) raport | 7 Jakub Kowalik · 4× 3× | Kalisz Arena, Kalisz Sędziowie: Korneliusz Habierski, Grzegorz Skrobak (Głogów) Widzów: 1800 |

| 45 | 12 października 2019 19:15 | Wybrzeże Gdańsk           | 26:34          | Gwardia Opole             | Hala AWFiS, Gdańsk Sędziowie: Dariusz Mroczkowski, Jakub Mroczkowski (Sierpc) Widzów: 850 |
| 45 | 12 października 2019 19:15 | Mateusz Wróbel 11 · 2× 3× | (14:19) raport | 9 Maciej Zarzycki · 4× 3× | Hala AWFiS, Gdańsk Sędziowie: Dariusz Mroczkowski, Jakub Mroczkowski (Sierpc) Widzów: 850 |

| 47 | 13 października 2019 15:00 | Zagłębie Lubin         | 29:25          | Pogoń Szczecin        | Hala SP nr 14, Lubin Sędziowie: Andrzej Gratunik (Zielona Góra) Mariusz Wołowicz (Wtórek) Widzów: 754 |
| 47 | 13 października 2019 15:00 | Maciej Tokaj 6 · 6× 3× | (11:16) raport | 7 Paweł Krupa · 7× 3× | Hala SP nr 14, Lubin Sędziowie: Andrzej Gratunik (Zielona Góra) Mariusz Wołowicz (Wtórek) Widzów: 754 |

| 48 | 13 października 2019 18:00 | Chrobry Głogów             | 26:23          | Stal Mielec          | Hala Widowiskowo-Sportowa, Głogów Sędziowie: Jakub Gnyszka, Mateusz Stonoga (Ozimek) Widzów: 800 |
| 48 | 13 października 2019 18:00 | Maciej Marszałek 8 · 4× 3× | (12:12) raport | 5 Paweł Wilk · 9× 3× | Hala Widowiskowo-Sportowa, Głogów Sędziowie: Jakub Gnyszka, Mateusz Stonoga (Ozimek) Widzów: 800 |

### Seria 8 – 16.10.2019
| 55 | 15 października 2019 18:30 | PGE Vive Kielce                                  | 38:24          | Wybrzeże Gdańsk          | Hala Legionów, Kielce Sędziowie: Jakub Czochra, Michał Szpinda (Zamość) Widzów: 1380 |
| 55 | 15 października 2019 18:30 | Uładzisłau Kulesz 6 · Arkadiusz Moryto 6 · 1× 2× | (19:13) raport | 7 Mateusz Wróbel · 1× 2× | Hala Legionów, Kielce Sędziowie: Jakub Czochra, Michał Szpinda (Zamość) Widzów: 1380 |

| 50 | 16 października 2019 18:00 | Grupa Azoty Tarnów                                                                 | 23:22          | Piotrkowianin Piotrków Trybunalski | Arena Jaskółka Tarnów, Tarnów Sędziowie: Sebastian Pelc, Jakub Pretzlaf (Rzeszów) Widzów: 440 |
| 50 | 16 października 2019 18:00 | Rennosuke Tokuda 4 · Mateusz Wojdan 4 · Jakub Kowalik 4 · Łukasz Kuźdeba 4 · 1× 3× | (11:11) raport | 5 Bartosz Nastaj · 3× 2×           | Arena Jaskółka Tarnów, Tarnów Sędziowie: Sebastian Pelc, Jakub Pretzlaf (Rzeszów) Widzów: 440 |

| 53 | 16 października 2019 18:00 | NMC Górnik Zabrze      | 38:27          | Zagłębie Lubin        | Hala Widowiskowo-Sportowa "Pogoń", Zabrze Sędziowie: Cezary Figarski, Dariusz Żak (Radom) Widzów: 620 |
| 53 | 16 października 2019 18:00 | Szymon Sićko 9 · 4× 3× | (19:10) raport | 6 Marcel Sroczyk · 3× | Hala Widowiskowo-Sportowa "Pogoń", Zabrze Sędziowie: Cezary Figarski, Dariusz Żak (Radom) Widzów: 620 |

| 54 | 16 października 2019 18:00 | Gwardia Opole                                 | 29:25          | MMTS Kwidzyn              | Hala Okrąglak, Opole Sędziowie: Krzysztof Bąk, Kamil Ciesielski (Zielona Góra) Widzów: 1200 |
| 54 | 16 października 2019 18:00 | Mateusz Jankowski 7 · Kamil Mokrzki 7 · 7× 3× | (15:14) raport | 6 Rafał Biegaj · 7× 3× 1× | Hala Okrąglak, Opole Sędziowie: Krzysztof Bąk, Kamil Ciesielski (Zielona Góra) Widzów: 1200 |

| 51 | 16 października 2019 18:30 | Stal Mielec           | 25:27         | Azoty-Puławy               | Hala Gimnazjum Nr 2, Mielec Sędziowie: Michał Fabryczny (Mysłowice) Jakub Rawicki (Katowice) Widzów: 200 |
| 51 | 16 października 2019 18:30 | Piotr Krępa 5 · 4× 2× | (9:12) raport | 7 Antoni Łangowski · 3× 2× | Hala Gimnazjum Nr 2, Mielec Sędziowie: Michał Fabryczny (Mysłowice) Jakub Rawicki (Katowice) Widzów: 200 |

| 52 | 16 października 2019 18:30 | Pogoń Szczecin            | 27:19          | Chrobry Głogów            | Arena Szczecin, Szczecin Sędziowie: Łukasz Kamrowski (Cedry Wielkie) Piotr Wojdyr (Gdańsk) Widzów: 500 |
| 52 | 16 października 2019 18:30 | Piotr Rybski 8 · 8× 4× 1× | (12:10) raport | 4 Marcel Zdobylak · 6× 4× | Arena Szczecin, Szczecin Sędziowie: Łukasz Kamrowski (Cedry Wielkie) Piotr Wojdyr (Gdańsk) Widzów: 500 |

| 56 | 16 października 2019 18:30 | MKS Kalisz               | 23:26          | Orlen Wisła Płock             | Kalisz Arena, Kalisz Sędziowie: Filip Fahner, Łukasz Kubis (Głogów) Widzów: 1700 |
| 56 | 16 października 2019 18:30 | Kirył Kniazieu 6 · 3× 2× | (10:11) raport | 6 Konstantin Igropuło · 3× 1× | Kalisz Arena, Kalisz Sędziowie: Filip Fahner, Łukasz Kubis (Głogów) Widzów: 1700 |

### Seria 9 – 02/03.11.2019
| 59 | 29 października 2019 18:00 | MMTS Kwidzyn                           | 22:40          | PGE Vive Kielce            | Hala Widowiskowo-Sportowa, Kwidzyn Sędziowie: Bartosz Leszczyński, Marcin Piechota (Płock) Widzów: 1100 |
| 59 | 29 października 2019 18:00 | Michał Peret 4 · Alan Guziewicz 4 · 2× | (10:19) raport | 9 Arkadiusz Moryto · 3× 2× | Hala Widowiskowo-Sportowa, Kwidzyn Sędziowie: Bartosz Leszczyński, Marcin Piechota (Płock) Widzów: 1100 |

| 58 | 2 listopada 2019 17:00 | Wybrzeże Gdańsk       | 20:27         | MKS Kalisz                  | Hala AWFiS, Gdańsk Sędziowie: Jakub Jerlecki, Maciej Łabuń (Szczecin) Widzów: 720 |
| 58 | 2 listopada 2019 17:00 | Mateusz Wróbel 5 · 4× | (9:14) raport | 9 Maciej Pilitowski · 8× 2× | Hala AWFiS, Gdańsk Sędziowie: Jakub Jerlecki, Maciej Łabuń (Szczecin) Widzów: 720 |

| 57 | 2 listopada 2019 18:00 | Orlen Wisła Płock                            | 33:14         | Grupa Azoty Tarnów      | Orlen Arena, Płock Sędziowie: Mariusz Marciniak, Piotr Radziszewski (Wolsztyn) Widzów: 1000 |
| 57 | 2 listopada 2019 18:00 | Zoltán Szita 7 · Przemysław Krajewski 7 · 3× | (15:7) raport | 5 Jakub Kowalik · 1× 3× | Orlen Arena, Płock Sędziowie: Mariusz Marciniak, Piotr Radziszewski (Wolsztyn) Widzów: 1000 |

| 61 | 2 listopada 2019 18:00 | Chrobry Głogów        | 31:32          | NMC Górnik Zabrze            | Hala Widowiskowo-Sportowa, Głogów Sędziowie: Dariusz Mroczkowski, Jakub Mroczkowski (Sierpc) Widzów: 1200 |
| 61 | 2 listopada 2019 18:00 | Adam Babicz 7 · 4× 3× | (14:15) raport | 7 Bartłomiej Tomczak · 5× 4× | Hala Widowiskowo-Sportowa, Głogów Sędziowie: Dariusz Mroczkowski, Jakub Mroczkowski (Sierpc) Widzów: 1200 |

| 63 | 2 listopada 2019 18:00 | Piotrkowianin Piotrków Trybunalski | 29:25          | Stal Mielec                                                  | Hala OSiR Relax, Piotrków Trybunalski Sędziowie: Łukasz Kamrowski (Cedry Wielkie) Piotr Wojdyr (Gdańsk) Widzów: 700 |
| 63 | 2 listopada 2019 18:00 | Piotr Swat 7 · 6× 3×               | (13:11) raport | 5 Hubert Kornecki · 5 Rafał Krupa · 5 Denis Wołyncew · 7× 3× | Hala OSiR Relax, Piotrków Trybunalski Sędziowie: Łukasz Kamrowski (Cedry Wielkie) Piotr Wojdyr (Gdańsk) Widzów: 700 |

| 62 | 3 listopada 2019 17:00 | Azoty-Puławy           | 37:23          | Pogoń Szczecin                 | Hala MOSiR, Puławy Sędziowie: Kamil Dąbrowski, Paweł Staniek (Kielce) Widzów: 700 |
| 62 | 3 listopada 2019 17:00 | Michał Szyba 9 · 6× 2× | (17:12) raport | 6 Wojciech Matuszak · 8× 3× 1× | Hala MOSiR, Puławy Sędziowie: Kamil Dąbrowski, Paweł Staniek (Kielce) Widzów: 700 |

| 60 | 3 listopada 2019 18:00 | Zagłębie Lubin               | 27:31          | Gwardia Opole             | Hala SP nr 14, Lubin Sędziowie: Michał Fabryczny (Mysłowice) Jakub Rawicki (Katowice) Widzów: 1958 |
| 60 | 3 listopada 2019 18:00 | Michał Stankiewicz 6 · 3× 2× | (11:14) raport | 8 Patryk Mauer · 4× 3× 1× | Hala SP nr 14, Lubin Sędziowie: Michał Fabryczny (Mysłowice) Jakub Rawicki (Katowice) Widzów: 1958 |

### Seria 10 – 09/10.11.2019
| 68 | 5 listopada 2019 18:00 | PGE Vive Kielce                        | 36:24          | Zagłębie Lubin                              | Hala Legionów, Kielce Sędziowie: Grzegorz Młyński (Zwoleń) Rafał Puszkarski (Legionowo) |
| 68 | 5 listopada 2019 18:00 | Romaric Guillo 6 · Blaž Janc 6 · 2× 3× | (17:13) raport | 4 Stanisław Gębala · 4 Maciej Tokaj · 4× 1× | Hala Legionów, Kielce Sędziowie: Grzegorz Młyński (Zwoleń) Rafał Puszkarski (Legionowo) |

| 70 | 5 listopada 2019 18:00 | Orlen Wisła Płock      | 34:20         | Wybrzeże Gdańsk         | Orlen Arena, Płock Sędziowie: Andrzej Kierczak (Pielgrzymowice) Tomasz Wrona (Kraków) |
| 70 | 5 listopada 2019 18:00 | Zoltán Szita 8 · 5× 3× | (17:6) raport | 6 Ksawery Gajek · 2× 3× | Orlen Arena, Płock Sędziowie: Andrzej Kierczak (Pielgrzymowice) Tomasz Wrona (Kraków) |

| 69 | 8 listopada 2019 18:00 | MKS Kalisz          | 27:23         | MMTS Kwidzyn              | Kalisz Arena, Kalisz Sędziowie: Andrzej Chrzan, Michał Janas (Tarnów) |
| 69 | 8 listopada 2019 18:00 | Marek Szpera 8 · 2× | (12:8) raport | 5 Andrzej Kryński · 4× 2× | Kalisz Arena, Kalisz Sędziowie: Andrzej Chrzan, Michał Janas (Tarnów) |

| 67 | 8 listopada 2019 19:00 | Gwardia Opole               | 27:23          | Chrobry Głogów                                  | Hala Okrąglak, Opole Sędziowie: Andrzej Gratunik (Zielona Góra) Mariusz Wołowicz (Wtórek) |
| 67 | 8 listopada 2019 19:00 | Mateusz Jankowski 6 · 8× 2× | (12:10) raport | 5 Rafał Jamioł · 5 Stanisław Makowiejew · 5× 2× | Hala Okrąglak, Opole Sędziowie: Andrzej Gratunik (Zielona Góra) Mariusz Wołowicz (Wtórek) |

| 65 | 9 listopada 2019 18:00 | Pogoń Szczecin                           | 33:29          | Piotrkowianin Piotrków Trybunalski | Arena Szczecin, Szczecin Sędziowie: Dariusz Mroczkowski, Jakub Mroczkowski (Sierpc) |
| 65 | 9 listopada 2019 18:00 | Dmytro Horiha 7 · Piotr Rybski 7 · 5× 3× | (16:13) raport | 8 Piotr Swat · 4× 3×               | Arena Szczecin, Szczecin Sędziowie: Dariusz Mroczkowski, Jakub Mroczkowski (Sierpc) |

| 64 | 9 listopada 2019 18:00 | Grupa Azoty Tarnów      | 27:23          | Stal Mielec                 | Arena Jaskółka Tarnów, Tarnów Sędziowie: Filip Fahner, Łukasz Kubis (Głogów) |
| 64 | 9 listopada 2019 18:00 | Jakub Kowalik 7 · 4× 1× | (12:10) raport | 7 Dzianis Valyntsau · 3× 2× | Arena Jaskółka Tarnów, Tarnów Sędziowie: Filip Fahner, Łukasz Kubis (Głogów) |

| 66 | 10 listopada 2019 16:00 | NMC Górnik Zabrze                                              | 32:25          | Azoty-Puławy                | Hala Widowiskowo-Sportowa "Pogoń", Zabrze Sędziowie: Sebastian Pelc, Jakub Pretzlaf (Rzeszów) |
| 66 | 10 listopada 2019 16:00 | Marek Daćko 6 · Iso Sluijters 6 · Bartłomiej Tomczak 6 · 5× 2× | (17:12) raport | 5 Piotr Jarosiewicz · 4× 3× | Hala Widowiskowo-Sportowa "Pogoń", Zabrze Sędziowie: Sebastian Pelc, Jakub Pretzlaf (Rzeszów) |

### Seria 11 – 16/17.11.2019
| 74 | 12 listopada 2019 20:30 | Chrobry Głogów                 | 27:34          | PGE Vive Kielce      | Hala Widowiskowo-Sportowa, Głogów Sędziowie: Jakub Jerlecki, Maciej Łabuń (Szczecin) |
| 74 | 12 listopada 2019 20:30 | Stanisław Makowiejew 7 · 3× 2× | (11:17) raport | 12 Blaž Janc · 2× 3× | Hala Widowiskowo-Sportowa, Głogów Sędziowie: Jakub Jerlecki, Maciej Łabuń (Szczecin) |

| 72 | 13 listopada 2019 18:00 | MMTS Kwidzyn          | 19:25         | Orlen Wisła Płock    | Hala Widowiskowo-Sportowa, Kwidzyn Sędziowie: Filip Fahner, Łukasz Kubis (Głogów) |
| 72 | 13 listopada 2019 18:00 | Kacper Adamski 5 · 2× | (7:14) raport | 7 Igor Žabič · 2× 1× | Hala Widowiskowo-Sportowa, Kwidzyn Sędziowie: Filip Fahner, Łukasz Kubis (Głogów) |

| 73 | 16 listopada 2019 18:00 | Zagłębie Lubin             | 27:36          | MKS Kalisz                | Hala SP nr 14, Lubin Sędziowie: Łukasz Kamrowski (Cedry Wielkie) Piotr Wojdyr (Gdańsk) |
| 73 | 16 listopada 2019 18:00 | Roman Chychykalo 6 · 2× 3× | (15:15) raport | 8 Robert Kamyszek · 6× 3× | Hala SP nr 14, Lubin Sędziowie: Łukasz Kamrowski (Cedry Wielkie) Piotr Wojdyr (Gdańsk) |

| 75 | 13 listopada 2019 19:15 | Azoty-Puławy                                     | 34:34          | Gwardia Opole                                                   | Hala MOSiR, Puławy Sędziowie: Dariusz Mroczkowski, Jakub Mroczkowski (Sierpc) |
| 75 | 13 listopada 2019 19:15 | Mateusz Seroka 8 · 3×                            | (19:18) raport | 8 Maciej Zarzycki · 8× 3×                                       | Hala MOSiR, Puławy Sędziowie: Dariusz Mroczkowski, Jakub Mroczkowski (Sierpc) |
| 75 | 13 listopada 2019 19:15 | Rzuty karne                                      |                |                                                                 | Hala MOSiR, Puławy Sędziowie: Dariusz Mroczkowski, Jakub Mroczkowski (Sierpc) |
| 75 | 13 listopada 2019 19:15 | Mateusz Seroka Łukasz Rogulski Piotr Jarosiewicz | 2:4            | Maciej Zarzycki Mateusz Jankowski Patryk Mauer Mateusz Morawski | Hala MOSiR, Puławy Sędziowie: Dariusz Mroczkowski, Jakub Mroczkowski (Sierpc) |

| 76 | 13 listopada 2019 18:30 | Piotrkowianin Piotrków Trybunalski | 24:28          | NMC Górnik Zabrze     | Hala OSiR Relax, Piotrków Trybunalski Sędziowie: Michał Orzech, Robert Orzech (Brodnica) |
| 76 | 13 listopada 2019 18:30 | Piotr Rutkowski 4 · 3×             | (13:13) raport | 8 Marek Daćko · 4× 3× | Hala OSiR Relax, Piotrków Trybunalski Sędziowie: Michał Orzech, Robert Orzech (Brodnica) |

| 77 | 16 listopada 2019 18:00 | Stal Mielec              | 27:31          | Pogoń Szczecin          | Hala Gimnazjum Nr 2, Mielec Sędziowie: Krzysztof Bąk, Kamil Ciesielski (Zielona Góra) |
| 77 | 16 listopada 2019 18:00 | Dzianis Valyntsau 6 · 3× | (15:17) raport | 10 Piotr Rybski · 3× 1× | Hala Gimnazjum Nr 2, Mielec Sędziowie: Krzysztof Bąk, Kamil Ciesielski (Zielona Góra) |

| 71 | 17 listopada 2019 13:00 | Wybrzeże Gdańsk          | 25:22          | Grupa Azoty Tarnów   | Hala AWFiS, Gdańsk Sędziowie: Bartosz Leszczyński, Marcin Piechota (Płock) |
| 71 | 17 listopada 2019 13:00 | Kamil Adamczyk 8 · 5× 3× | (11:12) raport | 6 Jakub Kowalik · 3× | Hala AWFiS, Gdańsk Sędziowie: Bartosz Leszczyński, Marcin Piechota (Płock) |

### Seria 12 – 23/24.11.2019
| 81 | 20 listopada 2019 18:00 | PGE Vive Kielce            | 34:31          | Azoty-Puławy              | Hala Legionów, Kielce Sędziowie: Andrzej Kierczak (Pielgrzymowice) Tomasz Wrona (Kraków) |
| 81 | 20 listopada 2019 18:00 | Ángel Fernández 10 · 5× 2× | (18:14) raport | 8 Łukasz Rogulski · 6× 2× | Hala Legionów, Kielce Sędziowie: Andrzej Kierczak (Pielgrzymowice) Tomasz Wrona (Kraków) |

| 79 | 20 listopada 2019 18:00 | NMC Górnik Zabrze      | 30:22          | Stal Mielec              | Hala Widowiskowo-Sportowa "Pogoń", Zabrze Sędziowie: Andrzej Chrzan, Michał Janas (Tarnów) |
| 79 | 20 listopada 2019 18:00 | Szymon Sićko 5 · 4× 3× | (15:14) raport | 6 Bartosz Wojdak · 3× 2× | Hala Widowiskowo-Sportowa "Pogoń", Zabrze Sędziowie: Andrzej Chrzan, Michał Janas (Tarnów) |

| 80 | 20 listopada 2019 20:00 | Gwardia Opole          | 29:26          | Piotrkowianin Piotrków Trybunalski | Hala Okrąglak, Opole Sędziowie: Korneliusz Habierski, Grzegorz Skrobak (Głogów) |
| 80 | 20 listopada 2019 20:00 | Patryk Mauer 7 · 5× 3× | (17:15) raport | 5 Marcin Tórz · 5× 3×              | Hala Okrąglak, Opole Sędziowie: Korneliusz Habierski, Grzegorz Skrobak (Głogów) |

| 82 | 21 listopada 2019 19:30 | MKS Kalisz                  | 31:26         | Chrobry Głogów     | Kalisz Arena, Kalisz Sędziowie: Jakub Gnyszka, Mateusz Stonoga (Ozimek) |
| 82 | 21 listopada 2019 19:30 | Maciej Pilitowski 8 · 5× 3× | (19:8) raport | 7 Adam Babicz · 3× | Kalisz Arena, Kalisz Sędziowie: Jakub Gnyszka, Mateusz Stonoga (Ozimek) |

| 83 | 23 listopada 2019 13:00 | Orlen Wisła Płock      | 28:22          | Zagłębie Lubin            | Orlen Arena, Płock Sędziowie: Michał Orzech, Robert Orzech (Brodnica) |
| 83 | 23 listopada 2019 13:00 | Žiga Mlakar 8 · 10× 3× | (16:10) raport | 5 Wojciech Hajnos · 3× 2× | Orlen Arena, Płock Sędziowie: Michał Orzech, Robert Orzech (Brodnica) |

| 78 | 23 listopada 2019 17:00 | Grupa Azoty Tarnów      | 22:28          | Pogoń Szczecin        | Arena Jaskółka Tarnów, Tarnów Sędziowie: Kamil Dąbrowski, Paweł Staniek (Kielce) |
| 78 | 23 listopada 2019 17:00 | Rennosuke Tokuda 6 · 3× | (11:16) raport | 7 Paweł Krupa · 3× 2× | Arena Jaskółka Tarnów, Tarnów Sędziowie: Kamil Dąbrowski, Paweł Staniek (Kielce) |

| 84 | 23 listopada 2019 13:00 | Wybrzeże Gdańsk            | 26:22          | MMTS Kwidzyn              | Hala AWFiS, Gdańsk Sędziowie: Dariusz Mroczkowski, Jakub Mroczkowski (Sierpc) |
| 84 | 23 listopada 2019 13:00 | Patryk Pieczonka 6 · 5× 3× | (11:11) raport | 7 Michał Potoczny · 7× 3× | Hala AWFiS, Gdańsk Sędziowie: Dariusz Mroczkowski, Jakub Mroczkowski (Sierpc) |

### Seria 13 – 30.11/01.12.2019
| 86 | 27 listopada 2019 18:00 | Zagłębie Lubin                                                   | 24:19          | Wybrzeże Gdańsk          | Hala SP nr 14, Lubin Sędziowie: Andrzej Gratunik (Zielona Góra) Mariusz Wołowicz (Wtórek) |
| 86 | 27 listopada 2019 18:00 | Roman Chychykalo 4 · Stanisław Gębala 4 · Maciej Tokaj 4 · 2× 3× | (12:10) raport | 5 Mateusz Wróbel · 1× 2× | Hala SP nr 14, Lubin Sędziowie: Andrzej Gratunik (Zielona Góra) Mariusz Wołowicz (Wtórek) |

| 85 | 30 listopada 2019 17:00 | MMTS Kwidzyn           | 33:29          | Grupa Azoty Tarnów         | Hala Widowiskowo-Sportowa, Kwidzyn Sędziowie: Grzegorz Młyński (Zwoleń) Rafał Puszkarski (Legionowo) |
| 85 | 30 listopada 2019 17:00 | Michał Potoczny 6 · 3× | (15:16) raport | 8 Rennosuke Tokuda · 6× 3× | Hala Widowiskowo-Sportowa, Kwidzyn Sędziowie: Grzegorz Młyński (Zwoleń) Rafał Puszkarski (Legionowo) |

| 91 | 30 listopada 2019 18:00 | Pogoń Szczecin        | 26:31          | NMC Górnik Zabrze       | Arena Szczecin, Szczecin Sędziowie: Łukasz Kamrowski (Cedry Wielkie) Piotr Wojdyr (Gdańsk) |
| 91 | 30 listopada 2019 18:00 | Paweł Krupa 7 · 2× 3× | (13:11) raport | 8 Iso Sluijters · 5× 3× | Arena Szczecin, Szczecin Sędziowie: Łukasz Kamrowski (Cedry Wielkie) Piotr Wojdyr (Gdańsk) |

| 87 | 30 listopada 2019 20:00 | Orlen Wisła Płock     | 42:23          | Chrobry Głogów           | Orlen Arena, Płock Sędziowie: Krzysztof Bąk, Kamil Ciesielski (Zielona Góra) |
| 87 | 30 listopada 2019 20:00 | Žiga Mlakar 7 · 7× 3× | (24:12) raport | 5 Tomasz Klinger · 6× 3× | Orlen Arena, Płock Sędziowie: Krzysztof Bąk, Kamil Ciesielski (Zielona Góra) |

| 88 | 30 listopada 2019 17:00 | Azoty-Puławy               | 37:27          | MKS Kalisz                | Hala MOSiR, Puławy Sędziowie: Michał Fabryczny (Mysłowice) Jakub Rawicki (Katowice) |
| 88 | 30 listopada 2019 17:00 | Antoni Łangowski 6 · 4× 2× | (15:13) raport | 7 Robert Kamyszek · 4× 2× | Hala MOSiR, Puławy Sędziowie: Michał Fabryczny (Mysłowice) Jakub Rawicki (Katowice) |

| 89 | 30 listopada 2019 18:00 | Piotrkowianin Piotrków Trybunalski | 35:42          | PGE Vive Kielce      | Hala OSiR Relax, Piotrków Trybunalski Sędziowie: Mariusz Marciniak, Piotr Radziszewski (Wolsztyn) |
| 89 | 30 listopada 2019 18:00 | Marcin Szopa 10 · 3×               | (15:19) raport | 10 Blaž Janc · 5× 3× | Hala OSiR Relax, Piotrków Trybunalski Sędziowie: Mariusz Marciniak, Piotr Radziszewski (Wolsztyn) |

| 90 | 30 listopada 2019 19:15 | Stal Mielec           | 34:26          | Gwardia Opole                                  | Hala Gimnazjum Nr 2, Mielec Sędziowie: Cezary Figarski, Dariusz Żak (Radom) |
| 90 | 30 listopada 2019 19:15 | Piotr Krępa 7 · 6× 3× | (15:11) raport | 4 Michał Lemaniak · 4 Kamil Mokrzki · 5× 3× 1× | Hala Gimnazjum Nr 2, Mielec Sędziowie: Cezary Figarski, Dariusz Żak (Radom) |

## Runda II

### Seria 14 – 04.12.2019
| 92 | 4 grudnia 2019 18:00 | Grupa Azoty Tarnów      | 23:33          | NMC Górnik Zabrze    | Arena Jaskółka Tarnów, Tarnów |
| 92 | 4 grudnia 2019 18:00 | Jakub Kowalik 7 · 2× 3× | (12:17) raport | 12 Szymon Sićko · 3× | Arena Jaskółka Tarnów, Tarnów |

| 93 | 4 grudnia 2019 19:15 | Pogoń Szczecin                              | 26:23         | Gwardia Opole          | Arena Szczecin, Szczecin |
| 93 | 4 grudnia 2019 19:15 | Patryk Biernacki 5 · Piotr Rybski 5 · 5× 3× | (13:8) raport | 5 Patryk Mauer · 1× 2× | Arena Szczecin, Szczecin |

| 94 | 4 grudnia 2019 18:30 | Stal Mielec              | 20:36          | PGE Vive Kielce                             | Hala Gimnazjum Nr 2, Mielec |
| 94 | 4 grudnia 2019 18:30 | Dzianis Valyntsau 4 · 3× | (12:21) raport | 11 Ángel Fernández · 11 Branko Vujović · 2× | Hala Gimnazjum Nr 2, Mielec |

| 95 | 4 grudnia 2019 | Piotrkowianin Piotrków Trybunalski | 23:26         | MKS Kalisz             | Hala OSiR Relax, Piotrków Trybunalski |
| 95 | 4 grudnia 2019 | Patryk Gluch 6 · 1× 3×             | (7:14) raport | 7 Marek Szpera · 2× 3× | Hala OSiR Relax, Piotrków Trybunalski |

| 96 | 4 grudnia 2019 18:15 | Azoty-Puławy               | 20:24         | Orlen Wisła Płock     | Hala MOSiR, Puławy |
| 96 | 4 grudnia 2019 18:15 | Antoni Łangowski 5 · 7× 2× | (9:13) raport | 6 Lovro Mihić · 8× 3× | Hala MOSiR, Puławy |

| 97 | 4 grudnia 2019 18:00 | Chrobry Głogów                                                           | 29:29          | Wybrzeże Gdańsk                                                       | Hala Widowiskowo-Sportowa, Głogów |
| 97 | 4 grudnia 2019 18:00 | Miłosz Bekisz 5 · Kamil Sadowski 5 · Damian Wawrzyniak 5 · 7× 3× 1×      | (10:13) raport | 7 Wojciech Prymlewicz · 5× 2×                                         | Hala Widowiskowo-Sportowa, Głogów |
| 97 | 4 grudnia 2019 18:00 | Rzuty karne                                                              |                |                                                                       | Hala Widowiskowo-Sportowa, Głogów |
| 97 | 4 grudnia 2019 18:00 | Miłosz Bekisz Tomasz Klinger Dawid Przysiek Jakub Orpik Maciej Marszałek | 3:4            | Wojciech Prymlewicz Krzysztof Komarzewski Mateusz Wróbel Damian Didyk | Hala Widowiskowo-Sportowa, Głogów |

| 98 | 4 grudnia 2019 18:30 | Zagłębie Lubin            | 27:24          | MMTS Kwidzyn             | Hala SP nr 14, Lubin |
| 98 | 4 grudnia 2019 18:30 | Michał Stankiewicz 5 · 3× | (14:13) raport | 6 Kacper Adamski · 2× 3× | Hala SP nr 14, Lubin |

### Seria 15 – 07/08.12.2019
| 100 | 7 grudnia 2019 13:00 | MMTS Kwidzyn             | 25:26          | Chrobry Głogów                                                   | Hala Widowiskowo-Sportowa, Kwidzyn |
| 100 | 7 grudnia 2019 13:00 | Nikodem Kutyła 6 · 5× 3× | (12:13) raport | 4 Adam Babicz · 4 Damian Krzysztofik · 4 Paweł Marszałek · 7× 1× | Hala Widowiskowo-Sportowa, Kwidzyn |

| 101 | 7 grudnia 2019 13:00 | Wybrzeże Gdańsk          | 25:26          | Azoty-Puławy                  | Hala AWFiS, Gdańsk |
| 101 | 7 grudnia 2019 13:00 | Mateusz Wróbel 9 · 5× 4× | (13:12) raport | 5 Antoni Łangowski · 5× 3× 1× | Hala AWFiS, Gdańsk |

| 104 | 7 grudnia 2019 16:00 | PGE Vive Kielce            | 45:28          | Pogoń Szczecin       | Hala Legionów, Kielce |
| 104 | 7 grudnia 2019 16:00 | Ángel Fernández 10 · 4× 2× | (24:16) raport | 9 Dmytro Horiha · 3× | Hala Legionów, Kielce |

| 103 | 7 grudnia 2019 18:30 | MKS Kalisz               | 26:20         | Stal Mielec                 | Kalisz Arena, Kalisz |
| 103 | 7 grudnia 2019 18:30 | Paweł Gąsiorek 7 · 7× 2× | (8:12) raport | 8 Dzianis Valyntsau · 2× 3× | Kalisz Arena, Kalisz |

| 105 | 8 grudnia 2019 13:00 | Gwardia Opole          | 19:20         | NMC Górnik Zabrze       | Hala Okrąglak, Opole |
| 105 | 8 grudnia 2019 13:00 | Patryk Mauer 5 · 5× 3× | (8:11) raport | 8 Iso Sluijters · 7× 3× | Hala Okrąglak, Opole |

| 99 | 8 grudnia 2019 16:00 | Zagłębie Lubin               | 28:26          | Grupa Azoty Tarnów      | Hala SP nr 14, Lubin |
| 99 | 8 grudnia 2019 16:00 | Kamil Drobiecki 7 · 5× 3× 1× | (14:11) raport | 8 Jakub Kowalik · 4× 3× | Hala SP nr 14, Lubin |

| 102 | 8 grudnia 2019 18:30 | Orlen Wisła Płock                           | 35:22          | Piotrkowianin Piotrków Trybunalski | Orlen Arena, Płock |
| 102 | 8 grudnia 2019 18:30 | Przemysław Krajewski 7 · Lovro Mihić 7 · 3× | (19:12) raport | 7 Patryk Mastalerz · 2× 3×         | Orlen Arena, Płock |

### Seria 16 – 11.12.2019
| 107 | 10 grudnia 2019 18:00 | NMC Górnik Zabrze      | 27:34          | PGE Vive Kielce         | Hala Widowiskowo-Sportowa "Pogoń", Zabrze |
| 107 | 10 grudnia 2019 18:00 | Szymon Sićko 6 · 1× 2× | (15:20) raport | 9 Arkadiusz Moryto · 2× | Hala Widowiskowo-Sportowa "Pogoń", Zabrze |

| 108 | 11 grudnia 2019 18:00 | Pogoń Szczecin        | 22:19          | MKS Kalisz                                   | Arena Szczecin, Szczecin |
| 108 | 11 grudnia 2019 18:00 | Paweł Krupa 6 · 1× 2× | (11:10) raport | 4 Paweł Gąsiorek · 4 Robert Kamyszek · 2× 1× | Arena Szczecin, Szczecin |

| 111 | 11 grudnia 2019 18:00 | Azoty-Puławy             | 35:27          | MMTS Kwidzyn                                                  | Hala MOSiR, Puławy |
| 111 | 11 grudnia 2019 18:00 | Dawid Dawydzik 6 · 4× 1× | (18:11) raport | 5 Kacper Adamski · 5 Robert Orzechowski · 5 Michał Peret · 4× | Hala MOSiR, Puławy |

| 112 | 11 grudnia 2019 18:00 | Chrobry Głogów                                          | 26:26          | Zagłębie Lubin                                                                        | Hala Widowiskowo-Sportowa, Głogów |
| 112 | 11 grudnia 2019 18:00 | Adam Babicz 7 · 5× 3×                                   | (14:12) raport | 7 Marek Marciniak · 6× 3× 1×                                                          | Hala Widowiskowo-Sportowa, Głogów |
| 112 | 11 grudnia 2019 18:00 | Rzuty karne                                             |                |                                                                                       | Hala Widowiskowo-Sportowa, Głogów |
| 112 | 11 grudnia 2019 18:00 | Adam Babicz Dawid Przysiek Tomasz Klinger Miłosz Bekisz | 3:5            | Maciej Tokaj Kamil Drobiecki Michał Stankiewicz Mikołaj Borowczyk Krzysztof Pawlaczyk | Hala Widowiskowo-Sportowa, Głogów |

| 109 | 11 grudnia 2019 18:30 | Stal Mielec                             | 22:36          | Orlen Wisła Płock     | Hala Gimnazjum Nr 2, Mielec |
| 109 | 11 grudnia 2019 18:30 | Jakub Ćwięka 6 · Daniel Dutka 6 · 1× 3× | (13:19) raport | 7 Žiga Mlakar · 4× 3× | Hala Gimnazjum Nr 2, Mielec |

| 110 | 11 grudnia 2019 18:30 | Piotrkowianin Piotrków Trybunalski                         | 32:29          | Wybrzeże Gdańsk                                                   | Hala OSiR Relax, Piotrków Trybunalski |
| 110 | 11 grudnia 2019 18:30 | Patryk Mastalerz 5 · Adam Pacześny 5 · Marcin Szopa 5 · 3× | (17:15) raport | 7 Kamil Adamczyk · 7 Wojciech Prymlewicz · 7 Paweł Salacz · 4× 2× | Hala OSiR Relax, Piotrków Trybunalski |

| 106 | 11 grudnia 2019 19:15 | Grupa Azoty Tarnów        | 31:26          | Gwardia Opole          | Arena Jaskółka Tarnów, Tarnów |
| 106 | 11 grudnia 2019 19:15 | Łukasz Kużdeba 11 · 2× 3× | (16:15) raport | 6 Patryk Mauer · 6× 3× | Arena Jaskółka Tarnów, Tarnów |

### Seria 17 – 14.12.2019
| 117 | 13 grudnia 2019 18:00 | Orlen Wisła Płock                       | 26:25          | Pogoń Szczecin            | Orlen Arena, Płock |
| 117 | 13 grudnia 2019 18:00 | Jerko Matulić 6 · Žiga Mlakar 6 · 3× 1× | (13:13) raport | 6 Piotr Rybski · 4× 2× 1× | Orlen Arena, Płock |

| 119 | 13 grudnia 2019 18:00 | PGE Vive Kielce                               | 38:21          | Gwardia Opole                | Hala Legionów, Kielce |
| 119 | 13 grudnia 2019 18:00 | Arkadiusz Moryto 9 · Branko Vujović 9 · 4× 2× | (21:12) raport | 6 Jędrzej Zieniewicz · 5× 3× | Hala Legionów, Kielce |

| 118 | 13 grudnia 2019 19:00 | MKS Kalisz             | 17:28         | NMC Górnik Zabrze   | Kalisz Arena, Kalisz |
| 118 | 13 grudnia 2019 19:00 | Robert Kamyszek 4 · 2× | (7:16) raport | 9 Szymon Sićko · 1× | Kalisz Arena, Kalisz |

| 116 | 14 grudnia 2019 17:00 | Wybrzeże Gdańsk                                                         | 19:24         | Stal Mielec                 | Hala AWFiS, Gdańsk |
| 116 | 14 grudnia 2019 17:00 | Krzysztof Komarzewski 3 · Piotr Papaj 3 · Wojciech Prymlewicz 3 · 6× 3× | (8:12) raport | 9 Dzianis Valyntsau · 6× 3× | Hala AWFiS, Gdańsk |

| 113 | 14 grudnia 2019 18:00 | Chrobry Głogów        | 34:27          | Grupa Azoty Tarnów                       | Hala Widowiskowo-Sportowa, Głogów |
| 113 | 14 grudnia 2019 18:00 | Adam Babicz 9 · 9× 3× | (19:12) raport | 7 Jakub Kowalik · 7 Kamil Pedryc · 4× 3× | Hala Widowiskowo-Sportowa, Głogów |

| 114 | 14 grudnia 2019 19:00 | Zagłębie Lubin             | 28:26          | Azoty-Puławy                  | Hala SP nr 14, Lubin |
| 114 | 14 grudnia 2019 19:00 | Roman Chychykalo 6 · 5× 2× | (13:16) raport | 7 Antoni Łangowski · 8× 3× 1× | Hala SP nr 14, Lubin |

| 115 | 15 grudnia 2019 13:00 | MMTS Kwidzyn             | 28:26         | Piotrkowianin Piotrków Trybunalski | Hala Widowiskowo-Sportowa, Kwidzyn |
| 115 | 15 grudnia 2019 13:00 | Kacper Adamski 5 · 5× 3× | (12:9) raport | 6 Grzegorz Sobut · 3× 1×           | Hala Widowiskowo-Sportowa, Kwidzyn |

### Seria 18 – 29.01.2020
| 122 | 29 stycznia 2020 17:00 | NMC Górnik Zabrze         | 23:24          | Orlen Wisła Płock                                                | Hala Widowiskowo-Sportowa "Pogoń", Zabrze |
| 122 | 29 stycznia 2020 17:00 | Bartłomiej Tomczak 7 · 4× | (11:12) raport | 4 Konstantin Igropuło · 4 Niko Mindegía · 4 Zoltán Szita · 7× 2× | Hala Widowiskowo-Sportowa "Pogoń", Zabrze |

| 126 | 29 stycznia 2020 17:00 | Azoty-Puławy             | 33:29          | Chrobry Głogów                                                   | Hala MOSiR, Puławy |
| 126 | 29 stycznia 2020 17:00 | Mateusz Seroka 6 · 3× 1× | (18:15) raport | 5 Adam Babicz · 5 Damian Krzysztofik · 5 Marcel Zdobylak · 8× 3× | Hala MOSiR, Puławy |

| 120 | 29 stycznia 2020 18:00 | Grupa Azoty Tarnów      | 19:33         | PGE Vive Kielce                                   | Arena Jaskółka Tarnów, Tarnów |
| 120 | 29 stycznia 2020 18:00 | Jakub Kowalik 7 · 5× 1× | (9:17) raport | 9 Mateusz Jachlewski · 9 Arkadiusz Moryto · 4× 1× | Arena Jaskółka Tarnów, Tarnów |

| 123 | 29 stycznia 2020 18:30 | Pogoń Szczecin                        | 29:28          | Wybrzeże Gdańsk             | Arena Szczecin, Szczecin |
| 123 | 29 stycznia 2020 18:30 | Arkadiusz Bosy 6 · Paweł Krupa 6 · 3× | (10:13) raport | 6 Kelian Janikowski · 3× 2× | Arena Szczecin, Szczecin |

| 124 | 29 stycznia 2020 18:30 | Stal Mielec                    | 28:27          | MMTS Kwidzyn                                  | Hala Gimnazjum Nr 2, Mielec |
| 124 | 29 stycznia 2020 18:30 | Dzianis Valyntsau 6 · 6× 2× 1× | (12:16) raport | 5 Andrzej Kryński · 5 Damian Przytuła · 5× 1× | Hala Gimnazjum Nr 2, Mielec |

| 125 | 29 stycznia 2020 18:30 | Piotrkowianin Piotrków Trybunalski | 28:21          | Zagłębie Lubin         | Hala OSiR Relax, Piotrków Trybunalski |
| 125 | 29 stycznia 2020 18:30 | Piotr Swat 6 · 7× 1×               | (12:12) raport | 6 Maciej Tokaj · 7× 1× | Hala OSiR Relax, Piotrków Trybunalski |

| 121 | 29 stycznia 2020 19:00 | Gwardia Opole                                                                      | 26:26          | MKS Kalisz                                                                  | Hala Okrąglak, Opole |
| 121 | 29 stycznia 2020 19:00 | Maciej Zarzycki 4 · 4× 3×                                                          | (17:14) raport | 8 Kirył Kniazieu · 6× 1×                                                    | Hala Okrąglak, Opole |
| 121 | 29 stycznia 2020 19:00 | Rzuty karne                                                                        |                |                                                                             | Hala Okrąglak, Opole |
| 121 | 29 stycznia 2020 19:00 | Maciej Fabianowicz Mateusz Jankowski Michał Lemaniak Patryk Mauer Mateusz Morawski | 6:5            | Kirył Kniazieu Dzianis Krycki Maciej Pilitowski Marek Szpera Paweł Gąsiorek | Hala Okrąglak, Opole |

### Seria 19 – 01/02.02.2020
| 132 | 1 lutego 2020 13:00 | Orlen Wisła Płock        | 26:20          | Gwardia Opole                              | Orlen Arena, Płock |
| 132 | 1 lutego 2020 13:00 | Michał Daszek 11 · 7× 3× | (11:12) raport | 3 Patryk Mauer · 3 Maciej Zarzycki · 5× 2× | Orlen Arena, Płock |

| 130 | 1 lutego 2020 17:00 | MMTS Kwidzyn                              | 35:28          | Pogoń Szczecin         | Hala Widowiskowo-Sportowa, Kwidzyn |
| 130 | 1 lutego 2020 17:00 | Kacper Adamski 8 · Michał Peret 8 · 4× 1× | (15:12) raport | 8 Piotr Rybski · 4× 3× | Hala Widowiskowo-Sportowa, Kwidzyn |

| 131 | 1 lutego 2020 17:00 | Wybrzeże Gdańsk          | 27:32          | NMC Górnik Zabrze                          | Hala AWFiS, Gdańsk |
| 131 | 1 lutego 2020 17:00 | Kamil Adamczyk 9 · 5× 2× | (14:15) raport | 8 Szymon Sićko · 8 Bartłomiej Tomczak · 2× | Hala AWFiS, Gdańsk |

| 133 | 1 lutego 2020 18:30 | MKS Kalisz                | 22:42          | PGE Vive Kielce               | Kalisz Arena, Kalisz |
| 133 | 1 lutego 2020 18:30 | Robert Kamyszek 5 · 7× 2× | (10:24) raport | 10 Mateusz Jachlewski · 5× 1× | Kalisz Arena, Kalisz |

| 129 | 2 lutego 2020 16:00 | Zagłębie Lubin           | 32:23          | Stal Mielec           | Hala SP nr 14, Lubin |
| 129 | 2 lutego 2020 16:00 | Marcel Sroczyk 6 · 7× 2× | (14:10) raport | 7 Piotr Krępa · 3× 2× | Hala SP nr 14, Lubin |

| 128 | 2 lutego 2020 18:00 | Chrobry Głogów           | 28:26          | Piotrkowianin Piotrków Trybunalski | Hala Widowiskowo-Sportowa, Głogów |
| 128 | 2 lutego 2020 18:00 | Kamil Sadowski 9 · 5× 3× | (14:14) raport | 7 Filip Surosz · 7× 3×             | Hala Widowiskowo-Sportowa, Głogów |

| 127 | 5 lutego 2020 18:00 | Grupa Azoty Tarnów          | 21:35          | Azoty-Puławy                | Arena Jaskółka Tarnów, Tarnów |
| 127 | 5 lutego 2020 18:00 | Rennosuke Tokuda 7 · 10× 3× | (12:20) raport | 6 Aliaksandr Bachko · 1× 2× | Arena Jaskółka Tarnów, Tarnów |

### Seria 20 – 08/09.02.2020
| 135 | 4 lutego 2020 18:30 | PGE Vive Kielce         | 29:20         | Orlen Wisła Płock    | Hala Legionów, Kielce |
| 135 | 4 lutego 2020 18:30 | Arkadiusz Moryto 7 · 2× | (15:7) raport | 6 Igor Žabič · 6× 3× | Hala Legionów, Kielce |

| 136 | 5 lutego 2020 19:00 | Gwardia Opole                               | 28:22          | Wybrzeże Gdańsk                                  | Hala Okrąglak, Opole |
| 136 | 5 lutego 2020 19:00 | Szymon Działakiewicz 4 · Jan Klimków 4 · 4× | (15:14) raport | 5 Kamil Adamczyk · 5 Wojciech Prymlewicz · 5× 2× | Hala Okrąglak, Opole |

| 134 | 8 lutego 2020 13:00 | Grupa Azoty Tarnów                                                      | 21:21        | MKS Kalisz                                                                        | Arena Jaskółka Tarnów, Tarnów |
| 134 | 8 lutego 2020 13:00 | Rennosuke Tokuda 5 · 1× 3×                                              | (8:9) raport | 6 Kirył Kniazieu · 5× 3×                                                          | Arena Jaskółka Tarnów, Tarnów |
| 134 | 8 lutego 2020 13:00 | Rzuty karne                                                             |              |                                                                                   | Arena Jaskółka Tarnów, Tarnów |
| 134 | 8 lutego 2020 13:00 | Wojciech Dadej Edgar Landim Łukasz Kużdeba Mateusz Wojdan Jakub Kowalik | 3:4          | Maciej Pilitowski Artur Klopsteg Kirył Kniazieu Dzianis Krycki Mykola Maliarevych | Arena Jaskółka Tarnów, Tarnów |

| 137 | 8 lutego 2020 18:00 | NMC Górnik Zabrze      | 32:26          | MMTS Kwidzyn              | Hala Widowiskowo-Sportowa "Pogoń", Zabrze |
| 137 | 8 lutego 2020 18:00 | Szymon Sićko 7 · 5× 3× | (19:15) raport | 8 Michał Potoczny · 1× 2× | Hala Widowiskowo-Sportowa "Pogoń", Zabrze |

| 138 | 8 lutego 2020 18:00 | Pogoń Szczecin             | 28:18         | Zagłębie Lubin            | Arena Szczecin, Szczecin |
| 138 | 8 lutego 2020 18:00 | Patryk Biernacki 9 · 7× 2× | (11:7) raport | 5 Kamil Drobiecki · 5× 2× | Arena Szczecin, Szczecin |

| 139 | 8 lutego 2020 18:00 | Stal Mielec               | 24:31          | Chrobry Głogów             | Hala Gimnazjum Nr 2, Mielec |
| 139 | 8 lutego 2020 18:00 | Miljan Ivanović 7 · 4× 2× | (13:16) raport | 10 Marcel Zdobylak · 6× 2× | Hala Gimnazjum Nr 2, Mielec |

| 140 | 8 lutego 2020 18:00 | Piotrkowianin Piotrków Trybunalski   | 25:35          | Azoty-Puławy              | Hala OSiR Relax, Piotrków Trybunalski |
| 140 | 8 lutego 2020 18:00 | Piotr Swat 5 · Marcin Tórz 5 · 4× 3× | (12:14) raport | 7 Andrii Akimenko · 2× 3× | Hala OSiR Relax, Piotrków Trybunalski |

### Seria 21 – 15/16.02.2020
| 146 | 11 lutego 2020 18:00 | Wybrzeże Gdańsk                                                                           | 17:27         | PGE Vive Kielce                               | Hala AWFiS, Gdańsk |
| 146 | 11 lutego 2020 18:00 | Kamil Adamczyk 3 · Krzysztof Komarzewski 3 · Jakub Powarzyński 3 · Paweł Salacz 3 · 4× 2× | (11:9) raport | 5 Arkadiusz Moryto · 5 Branko Vujović · 2× 1× | Hala AWFiS, Gdańsk |

| 144 | 12 lutego 2020 18:00 | Zagłębie Lubin         | 24:30         | NMC Górnik Zabrze            | Hala SP nr 14, Lubin |
| 144 | 12 lutego 2020 18:00 | Kamil Drobiecki 9 · 2× | (7:17) raport | 7 Bartłomiej Tomczak · 4× 3× | Hala SP nr 14, Lubin |

| 145 | 12 lutego 2020 18:00 | MMTS Kwidzyn                                  | 21:24         | Gwardia Opole                | Hala Widowiskowo-Sportowa, Kwidzyn |
| 145 | 12 lutego 2020 18:00 | Patryk Grzenkowicz 4 · Michał Peret 4 · 5× 1× | (9:11) raport | 5 Maciej Zarzycki · 8× 2× 1× | Hala Widowiskowo-Sportowa, Kwidzyn |

| 143 | 14 lutego 2020 17:00 | Chrobry Głogów                                                 | 25:25         | Pogoń Szczecin                                             | Hala Widowiskowo-Sportowa, Głogów |
| 143 | 14 lutego 2020 17:00 | Adam Babicz 6 · 5× 2×                                          | (12:9) raport | 5 Wojciech Jedziniak · 5 Dawid Krysiak · 2× 3×             | Hala Widowiskowo-Sportowa, Głogów |
| 143 | 14 lutego 2020 17:00 | Rzuty karne                                                    |               |                                                            | Hala Widowiskowo-Sportowa, Głogów |
| 143 | 14 lutego 2020 17:00 | Miłosz Bekisz Kacper Grabowski Oleksandr Tilte Marcel Zdobylak | 3:1           | Dawid Krysiak Piotr Rybski Dawid Fedeńczak Piotr Biernacki | Hala Widowiskowo-Sportowa, Głogów |

| 147 | 14 lutego 2020 18:00 | Orlen Wisła Płock       | 30:23          | MKS Kalisz                  | Orlen Arena, Płock |
| 147 | 14 lutego 2020 18:00 | Michał Daszek 7 · 2× 3× | (17:13) raport | 5 Maciej Pilitowski · 3× 1× | Orlen Arena, Płock |

| 142 | 15 lutego 2020 17:00 | Azoty-Puławy                 | 36:28          | Stal Mielec                | Hala MOSiR, Puławy |
| 142 | 15 lutego 2020 17:00 | Andrii Akimenko 6 · 3× 2× 1× | (19:14) raport | 12 Miljan Ivanović · 5× 2× | Hala MOSiR, Puławy |

| 141 | 15 lutego 2020 18:00 | Piotrkowianin Piotrków Trybunalski | 22:21          | Grupa Azoty Tarnów                            | Hala OSiR Relax, Piotrków Trybunalski |
| 141 | 15 lutego 2020 18:00 | Adam Pacześny 6 · 2×               | (13:12) raport | 4 Michał Grabowski · 4 Łukasz Kużdeba · 4× 2× | Hala OSiR Relax, Piotrków Trybunalski |

### Seria 22 – 22/23.02.2020
| 148 | 17 lutego 2020 18:30 | Grupa Azoty Tarnów   | 16:33         | Orlen Wisła Płock        | Arena Jaskółka Tarnów, Tarnów |
| 148 | 17 lutego 2020 18:30 | Jakub Kowalik 5 · 2× | (7:15) raport | 18 Michał Daszek · 4× 2× | Arena Jaskółka Tarnów, Tarnów |

| 151 | 19 lutego 2020 19:00 | Gwardia Opole          | 36:31          | Zagłębie Lubin                                    | Hala Okrąglak, Opole |
| 151 | 19 lutego 2020 19:00 | Patryk Mauer 6 · 8× 2× | (21:16) raport | 5 Roman Chychykalo · 5 Wojciech Hajnos · 3× 2× 1× | Hala Okrąglak, Opole |

| 149 | 20 lutego 2020 20:30 | MKS Kalisz                                                                            | 26:23         | Wybrzeże Gdańsk               | Kalisz Arena, Kalisz |
| 149 | 20 lutego 2020 20:30 | Artur Klopsteg 4 · Kirył Kniazieu 4 · Mykola Maliarevych 4 · Maciej Pilitowski 4 · 1× | (14:9) raport | 6 Wojciech Prymlewicz · 4× 2× | Kalisz Arena, Kalisz |

| 152 | 21 lutego 2020 18:00 | NMC Górnik Zabrze            | 35:29          | Chrobry Głogów            | Hala Widowiskowo-Sportowa "Pogoń", Zabrze |
| 152 | 21 lutego 2020 18:00 | Aliaksandr Bushkou 8 · 5× 3× | (19:14) raport | 8 Oleksandr Title · 3× 2× | Hala Widowiskowo-Sportowa "Pogoń", Zabrze |

| 150 | 22 lutego 2020 16:00 | PGE Vive Kielce       | 45:32          | MMTS Kwidzyn                                    | Hala Legionów, Kielce |
| 150 | 22 lutego 2020 16:00 | Arciom Karalok 9 · 3× | (22:16) raport | 6 Ryszard Landzwojczak · 6 Damian Przytuła · 2× | Hala Legionów, Kielce |

| 153 | 22 lutego 2020 18:00 | Pogoń Szczecin                           | 25:34          | Azoty-Puławy           | Arena Szczecin, Szczecin |
| 153 | 22 lutego 2020 18:00 | Dmytro Horiha 6 · Piotr Rybski 6 · 4× 2× | (15:15) raport | 9 Łukasz Rogulski · 1× | Arena Szczecin, Szczecin |

| 154 | 22 lutego 2020 18:00 | Stal Mielec                 | 24:22          | Piotrkowianin Piotrków Trybunalski | Hala Gimnazjum Nr 2, Mielec |
| 154 | 22 lutego 2020 18:00 | Dzianis Valyntsau 8 · 5× 1× | (11:10) raport | 8 Piotr Swat · 6× 1×               | Hala Gimnazjum Nr 2, Mielec |

### Seria 23 – 29.02/01.03.2020
| 156 | 25 lutego 2020 18:00 | Piotrkowianin Piotrków Trybunalski | 29:27          | Pogoń Szczecin             | Hala OSiR Relax, Piotrków Trybunalski |
| 156 | 25 lutego 2020 18:00 | Filip Surosz 7 · 2×                | (14:13) raport | 7 Patryk Biernacki · 6× 2× | Hala OSiR Relax, Piotrków Trybunalski |

| 159 | 25 lutego 2020 18:30 | Zagłębie Lubin                                                     | 25:35          | PGE Vive Kielce            | Hala SP nr 14, Lubin |
| 159 | 25 lutego 2020 18:30 | Jakub Bogacz 4 · Roman Chychykalo 4 · Michał Stankiewicz 4 · 2× 1× | (10:18) raport | 9 Arkadiusz Moryto · 4× 2× | Hala SP nr 14, Lubin |

| 160 | 29 lutego 2020 17:00 | MMTS Kwidzyn              | 29:27          | MKS Kalisz                | Hala Widowiskowo-Sportowa, Kwidzyn |
| 160 | 29 lutego 2020 17:00 | Andrzej Kryński 8 · 4× 3× | (14:15) raport | 7 Robert Kamyszek · 5× 2× | Hala Widowiskowo-Sportowa, Kwidzyn |

| 155 | 29 lutego 2020 19:00 | Stal Mielec                                                                                  | 26:26          | Grupa Azoty Tarnów                                                                    | Hala Gimnazjum Nr 2, Mielec |
| 155 | 29 lutego 2020 19:00 | Miljan Ivanović 9 · 7× 1×                                                                    | (14:14) raport | 7 Łukasz Kużdeba · 7× 1×                                                              | Hala Gimnazjum Nr 2, Mielec |
| 155 | 29 lutego 2020 19:00 | Rzuty karne                                                                                  |                |                                                                                       | Hala Gimnazjum Nr 2, Mielec |
| 155 | 29 lutego 2020 19:00 | Miljan Ivanović Dzianis Valyntsau Michał Chodara Rafał Krupa Hubert Kornecki Miljan Ivanović | 5:4            | Rennosuke Tokuda Łukasz Kuźdeba Edgar Landim Mateusz Wojdan Nikola Kedzo Edgar Landim | Hala Gimnazjum Nr 2, Mielec |

| 157 | 1 marca 2020 13:00 | Azoty-Puławy                                                                       | 29:29          | NMC Górnik Zabrze                                                                  | Hala MOSiR, Puławy |
| 157 | 1 marca 2020 13:00 | Antoni Łangowski 8 · 4×                                                            | (18:13) raport | 7 Szymon Sićko · 4×                                                                | Hala MOSiR, Puławy |
| 157 | 1 marca 2020 13:00 | Rzuty karne                                                                        |                |                                                                                    | Hala MOSiR, Puławy |
| 157 | 1 marca 2020 13:00 | Łukasz Rogulski Wojciech Gumiński Piotr Jarosiewicz Mateusz Seroka Paweł Podsiadło | 4:5            | Adrian Kondratiuk Iso Sluijters Łukasz Gogoła Krystian Bondzior Bartłomiej Tomczak | Hala MOSiR, Puławy |

| 161 | 3 marca 2020 18:00 | Wybrzeże Gdańsk                                                              | 19:32          | Orlen Wisła Płock  | Hala AWFiS, Gdańsk |
| 161 | 3 marca 2020 18:00 | Ksawery Gajek 3 · Krzysztof Komarzewski 3 · Wojciech Prymlewicz 3 · 3× 2× 1× | (13:15) raport | 7 Alvaro Ruiz · 3× | Hala AWFiS, Gdańsk |

| 158 | 4 marca 2020 18:00 | Chrobry Głogów                               | 41:29          | Gwardia Opole                                | Hala Widowiskowo-Sportowa, Głogów |
| 158 | 4 marca 2020 18:00 | Kamil Sadowski 9 · Marcel Zdobylak 9 · 9× 1× | (19:16) raport | 5 Mateusz Jankowski · 5 Patryk Mauer · 7× 2× | Hala Widowiskowo-Sportowa, Głogów |

### Seria 24 – 07/08.03.2020
| 162 | 6 marca 2020 18:00 | Grupa Azoty Tarnów    | 31:34          | Wybrzeże Gdańsk                                  | Arena Jaskółka Tarnów, Tarnów |
| 162 | 6 marca 2020 18:00 | Łukasz Kuźdeba 6 · 2× | (17:15) raport | 8 Wojciech Prymlewicz · 8 Kamil Adamczyk · 5× 1× | Arena Jaskółka Tarnów, Tarnów |

| 165 | 7 marca 2020 16:00 | PGE Vive Kielce                              | 47:26          | Chrobry Głogów            | Hala Legionów, Kielce |
| 165 | 7 marca 2020 16:00 | Mateusz Jachlewski 7 · Arciom Karalok 7 · 3× | (25:13) raport | 9 Oleksandr Tilte · 3× 2× | Hala Legionów, Kielce |

| 163 | 7 marca 2020 18:00 | Orlen Wisła Płock      | 37:21          | MMTS Kwidzyn                                                  | Orlen Arena, Płock |
| 163 | 7 marca 2020 18:00 | Renato Sulic 8 · 3× 2× | (18:14) raport | 4 Kacper Adamski · 4 Michał Peret · 4 Michał Potoczny · 7× 2× | Orlen Arena, Płock |

| 168 | 7 marca 2020 18:00 | Pogoń Szczecin             | 27:29          | Stal Mielec                 | Arena Szczecin, Szczecin |
| 168 | 7 marca 2020 18:00 | Dmytro Horiha 8 · 6× 2× 1× | (11:12) raport | 10 Milijan Ivanovic · 4× 2× | Arena Szczecin, Szczecin |

| 167 | 8 marca 2020 17:00 | NMC Górnik Zabrze                                            | 33:33          | Piotrkowianin Piotrków Trybunalski                  | Hala Widowiskowo-Sportowa "Pogoń", Zabrze |
| 167 | 8 marca 2020 17:00 | Bartłomiej Bis 7 · Bartłomiej Tomczak 7 · 3× 1×              | (15:18) raport | 8 Patryk Gluch · 3× 2×                              | Hala Widowiskowo-Sportowa "Pogoń", Zabrze |
| 167 | 8 marca 2020 17:00 | Rzuty karne                                                  |                |                                                     | Hala Widowiskowo-Sportowa "Pogoń", Zabrze |
| 167 | 8 marca 2020 17:00 | Adrian Kondratiuk Ignacy Bąk Łukasz Gogoła Krystian Bondzior | 1:3            | Piotr Swat Piotr Gluch Marcin Szopa Piotr Rutkowski | Hala Widowiskowo-Sportowa "Pogoń", Zabrze |

| 164 | 8 marca 2020 18:00 | MKS Kalisz             | 27:30          | Zagłębie Lubin            | Kalisz Arena, Kalisz |
| 164 | 8 marca 2020 18:00 | Marek Szpera 6 · 3× 2× | (12:12) raport | 9 Paweł Dudkowski · 2× 1× | Kalisz Arena, Kalisz |

| 166 | 8 marca 2020 18:00 | Gwardia Opole                  | 24:33          | Azoty-Puławy      | Hala Okrąglak, Opole |
| 166 | 8 marca 2020 18:00 | Szymon Działakiewicz 7 · 5× 2× | (12:18) raport | 9 Paweł Podsiadło | Hala Okrąglak, Opole |

### Seria 25 – 14/15.03.2020
| 169 | 14 marca 2020 | Pogoń Szczecin | -:- | Grupa Azoty Tarnów | Arena Szczecin, Szczecin |
| 169 | 14 marca 2020 | raport         |     |                    | Arena Szczecin, Szczecin |

| 170 | 14 marca 2020 | Stal Mielec | -:- | NMC Górnik Zabrze | Hala Gimnazjum Nr 2, Mielec |
| 170 | 14 marca 2020 | raport      |     |                   | Hala Gimnazjum Nr 2, Mielec |

| 171 | 14 marca 2020 | Piotrkowianin Piotrków Trybunalski | -:- | Gwardia Opole | Hala OSiR Relax, Piotrków Trybunalski |
| 171 | 14 marca 2020 | raport                             |     |               | Hala OSiR Relax, Piotrków Trybunalski |

| 172 | 11 marca 2020 18:00 | Azoty-Puławy                              | 32:39          | PGE Vive Kielce          | Hala MOSiR, Puławy |
| 172 | 11 marca 2020 18:00 | Andrii Akimenko 6 · Dawid Dawydzik 6 · 3× | (13:20) raport | 8 Uładzisłau Kulesz · 1× | Hala MOSiR, Puławy |

| 173 | 14 marca 2020 | Chrobry Głogów | -:- | MKS Kalisz | Hala Widowiskowo-Sportowa, Głogów |
| 173 | 14 marca 2020 | raport         |     |            | Hala Widowiskowo-Sportowa, Głogów |

| 174 | 14 marca 2020 | Zagłębie Lubin | -:- | Orlen Wisła Płock | Hala SP nr 14, Lubin |
| 174 | 14 marca 2020 | raport         |     |                   | Hala SP nr 14, Lubin |

| 175 | 14 marca 2020 | MMTS Kwidzyn | -:- | Wybrzeże Gdańsk | Hala Widowiskowo-Sportowa, Kwidzyn |
| 175 | 14 marca 2020 | raport       |     |                 | Hala Widowiskowo-Sportowa, Kwidzyn |

### Seria 26 – 21/22.03.2020
| 176 | 21 marca 2020 | Grupa Azoty Tarnów | -:- | MMTS Kwidzyn | Arena Jaskółka Tarnów, Tarnów |
| 176 | 21 marca 2020 | raport             |     |              | Arena Jaskółka Tarnów, Tarnów |

| 177 | 21 marca 2020 | Wybrzeże Gdańsk | -:- | Zagłębie Lubin | Hala AWFiS, Gdańsk |
| 177 | 21 marca 2020 | raport          |     |                | Hala AWFiS, Gdańsk |

| 178 | 21 marca 2020 | Orlen Wisła Płock | -:- | Chrobry Głogów | Orlen Arena, Płock |
| 178 | 21 marca 2020 | raport            |     |                | Orlen Arena, Płock |

| 179 | 21 marca 2020 | MKS Kalisz | -:- | Azoty-Puławy | Kalisz Arena, Kalisz |
| 179 | 21 marca 2020 | raport     |     |              | Kalisz Arena, Kalisz |

| 180 | 21 marca 2020 | PGE Vive Kielce | -:- | Piotrkowianin Piotrków Trybunalski | Hala Legionów, Kielce |
| 180 | 21 marca 2020 | raport          |     |                                    | Hala Legionów, Kielce |

| 181 | 21 marca 2020 | Gwardia Opole | -:- | Stal Mielec | Hala Okrąglak, Opole |
| 181 | 21 marca 2020 | raport        |     |             | Hala Okrąglak, Opole |

| 182 | 21 marca 2020 | NMC Górnik Zabrze | -:- | Pogoń Szczecin | Hala Widowiskowo-Sportowa "Pogoń", Zabrze |
| 182 | 21 marca 2020 | raport            |     |                | Hala Widowiskowo-Sportowa "Pogoń", Zabrze |